# Lonchorhina inusitata
Lonchorhina inusitata е вид бозайник от семейство Американски листоноси прилепи (Phyllostomidae).

## Разпространение
Видът е разпространен в Южна Америка. Среща се в Бразилия, Френска Гвиана, Суринам и Венецуела.